# Hirudothérapie

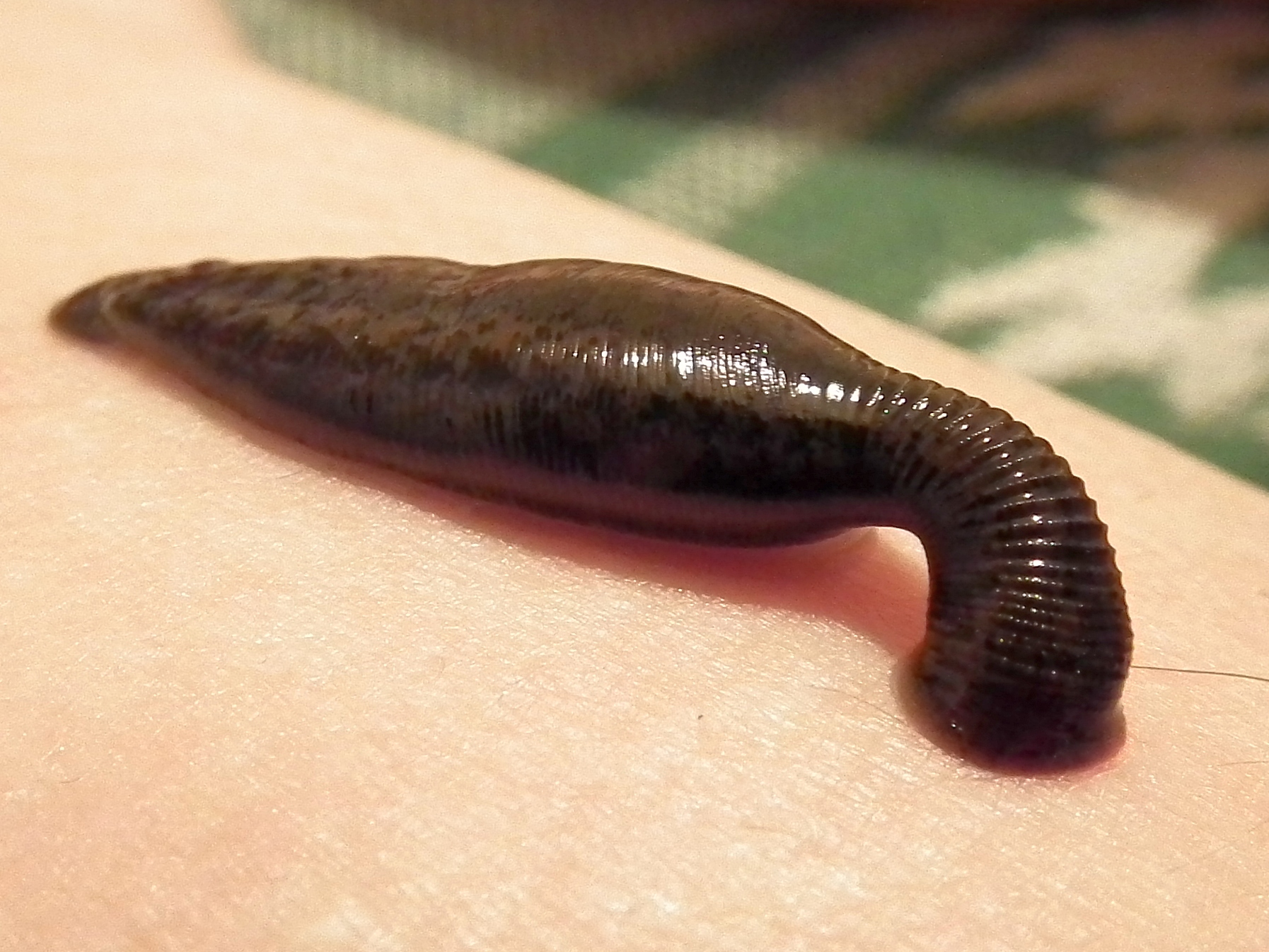
La sangsue médicinale est utilisée en médecine pour décongestionner le tissu cutané après certaines interventions de micro-chirurgie.

L'hirudothérapie est une médecine fondée sur l'utilisation de sangsues. Elle est pratiquée depuis plus de deux millénaires (la première mention clairement documentée de sangsues médicinales utilisées à des fins thérapeutiques provient d'un tombeau égyptien daté d'environ 1500 avant notre ère,). De nos jours, on utilise cette méthode en médecine conventionnelle essentiellement pour la chirurgie esthétique, dont les bénéfices pour certaines opérations ont été prouvés, tandis qu'un certain nombre de thérapeutes non conventionnels proposent son usage pour plusieurs affections sans que cela soit nécessairement étayé par des essais cliniques.
Le principe thérapeutique est de profiter de la capacité de certaines sangsues à – de manière presque indolore – prélever du sang humain tout en injectant un anticoagulant (hirudine) et un anesthésique naturel et bien tolérés par l'organisme humain. La sangsue a un effet immédiat et local, comparable à celui d'une petite saignée, mais avec moins de douleur et avec le bénéfice supplémentaire d'une liquéfaction du sang (qui améliore le retour veineux avec pour inconvénient cependant d'aussi causer un saignement abondant de la plaie durant environ 6 à 12 heures).
Plusieurs espèces de sangsues sont capturées pour cet usage depuis l'Antiquité. Si la plupart des espèces utilisés sont du genre Hirudo, d'autres espèces et genres peuvent être utilisées, et l'ont été (dont en Europe en raison d'un manque de sangsues de cette espèce quand elle a été surexploitée pour cet usage qui a causé une pénurie de sangsue en Europe aux XVIIe et XVIIIe siècles dans certains pays européens). Elles le sont dans leur environnement naturel ; dans les étangs, cours d'eau lents, mares ou bassins où elles vivent. Au XVIIIe et surtout au XIXe siècle, elles étaient aussi élevées dans des étangs et bassins spécialisés (parfois de manière semi-industrielle), avant d'être vendues, puis conservées vivantes par les apothicaires, hôpitaux, médecins en attendant d'être utilisées.

## Histoire

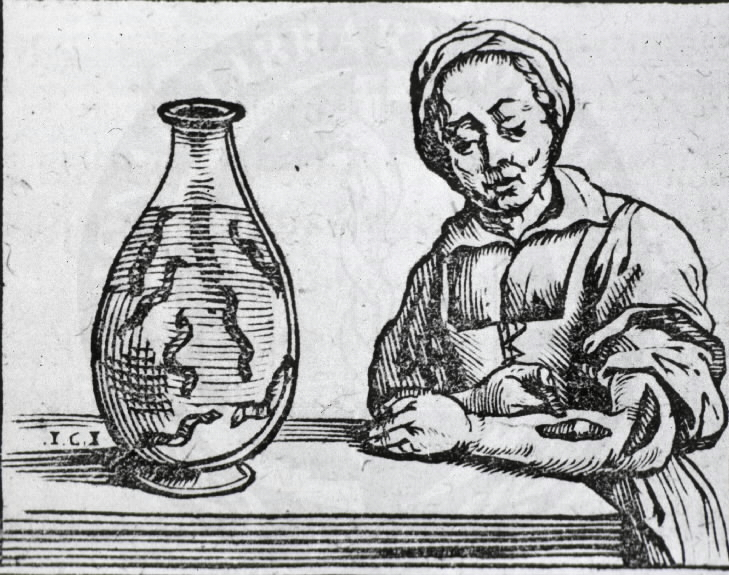
Gravure sur bois de Guillaume van den Bossche (1639) dans une « histoire de la médecine », présentant une femme s’appliquant des sangsues sur l’avant-bras gauche, près d’un grand bocal de verre contenant d’autres sangsues.

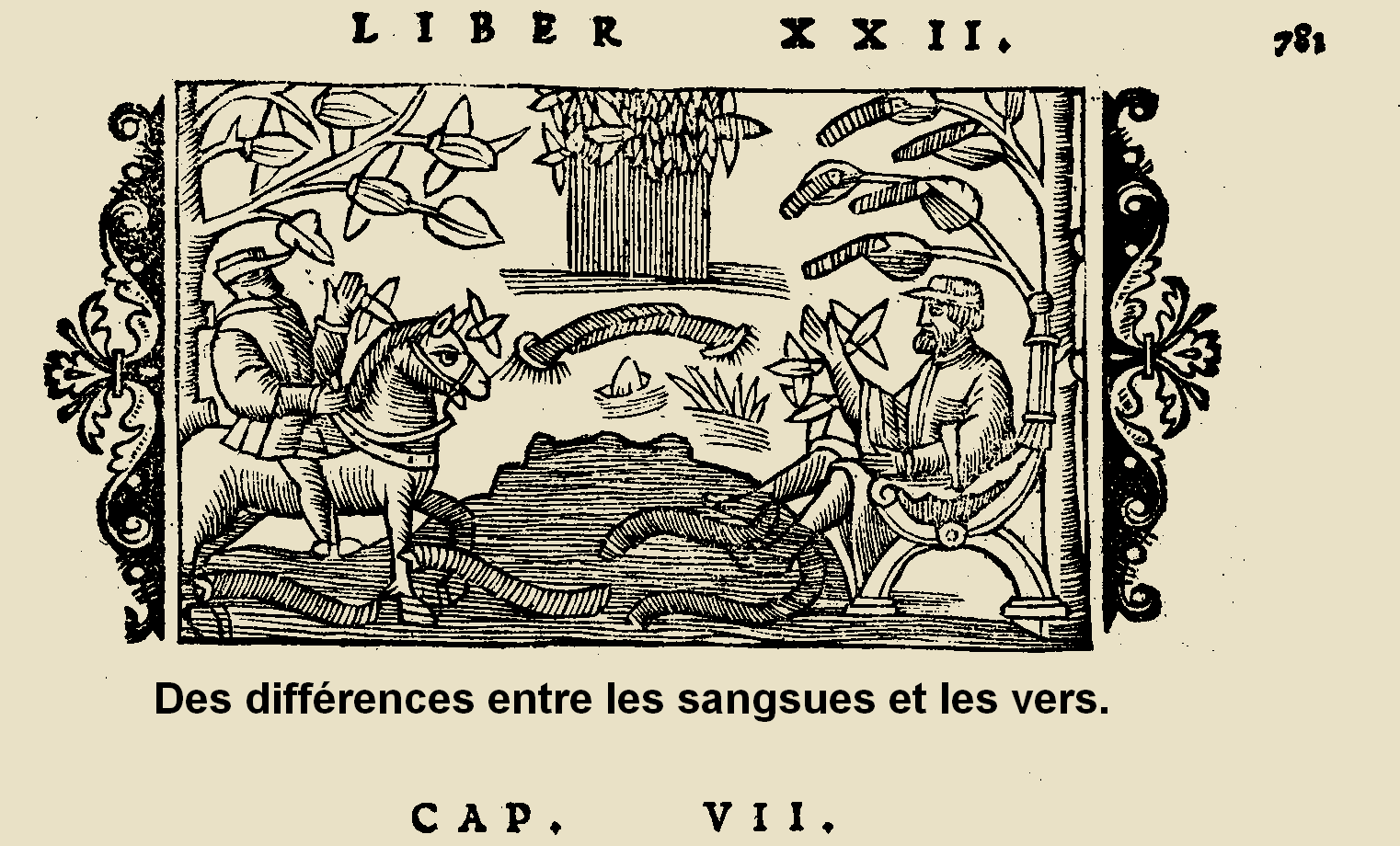
Utilisation de sangsues pour des saignées, image de 1555.

Plusieurs civilisations ont utilisé les sangsues pour un usage médical (Arabie, Chine, Inde, Égypte et Occident). L'utilisation médicale des sangsues remonte au moins à l'Antiquité égyptienne et s'est poursuivie durant l'antiquité grecque et romaine (Un vers de l'art poétique d'Horace fait allusion à la faculté qu'ont les sangsues d'absorber le sang: Non missura cutem nisi plena cruoris hirudo). 100 ans av. J.-C., Thémison de Laodicée en parle ; un siècle plus tard, Pline l'Ancien les recommande contre le gonflement des hémorrhoïdes. En 360 Oribase les prescrit contre l'inflammation des yeux alors que Paul d'Égine, dit parfois Paul Éginète, les utilise contre les fièvres inflammatoires. Puis en 445 Aétius les juge efficace contre la manie. Au cours des âges on les voit ainsi utilisées pour soigner les laryngites aigües, les néphrites, des névralgies, l'épistaxis, des ophthalmies, des gastrites aigües, la scarlatine, l'appendicite, les AVC (congestions cérébrales), etc.
Dans son   Canon (publié vers 1020), Avicenne considérait que l'application de sangsues était plus utile que l'utilisation de ventouses pour "retirer le sang des parties du corps les plus profondes". Il a également proposé l'utilisation de sangsues pour le traitement de maladies de la peau.
L'utilisation de sangsues est devenue une méthode thérapeutique populaire au Moyen Âge en raison de l'influence du Canon.
Une utilisation plus moderne en médecine a été proposée au XIIe siècle par ʿAbd al-Latîf al-Baghdâdî qui a écrit que les sangsues pouvaient aussi être utilisées pour le nettoyage des tissus après une intervention chirurgicale. Il recommandait toutefois de bien nettoyer les sangsues avant et après les avoir utilisées.
Au XVIe siècle Alexander Benedictus les utilise contre les étourdissements. En 1665 Jérôme Nigrisoli en fait un usage gynécologique interne qu'il décrit dans un mémoire sur l'application des sangsues à la partie interne de l'utérus. 
Au XVIIIe siècle, elles sont remises à l'honneur pour traiter les phlébites et les hémorroïdes. 

Durant la Révolution française, avec le manque de chirurgiens, elles sont très utilisées pour réaliser les saignées.

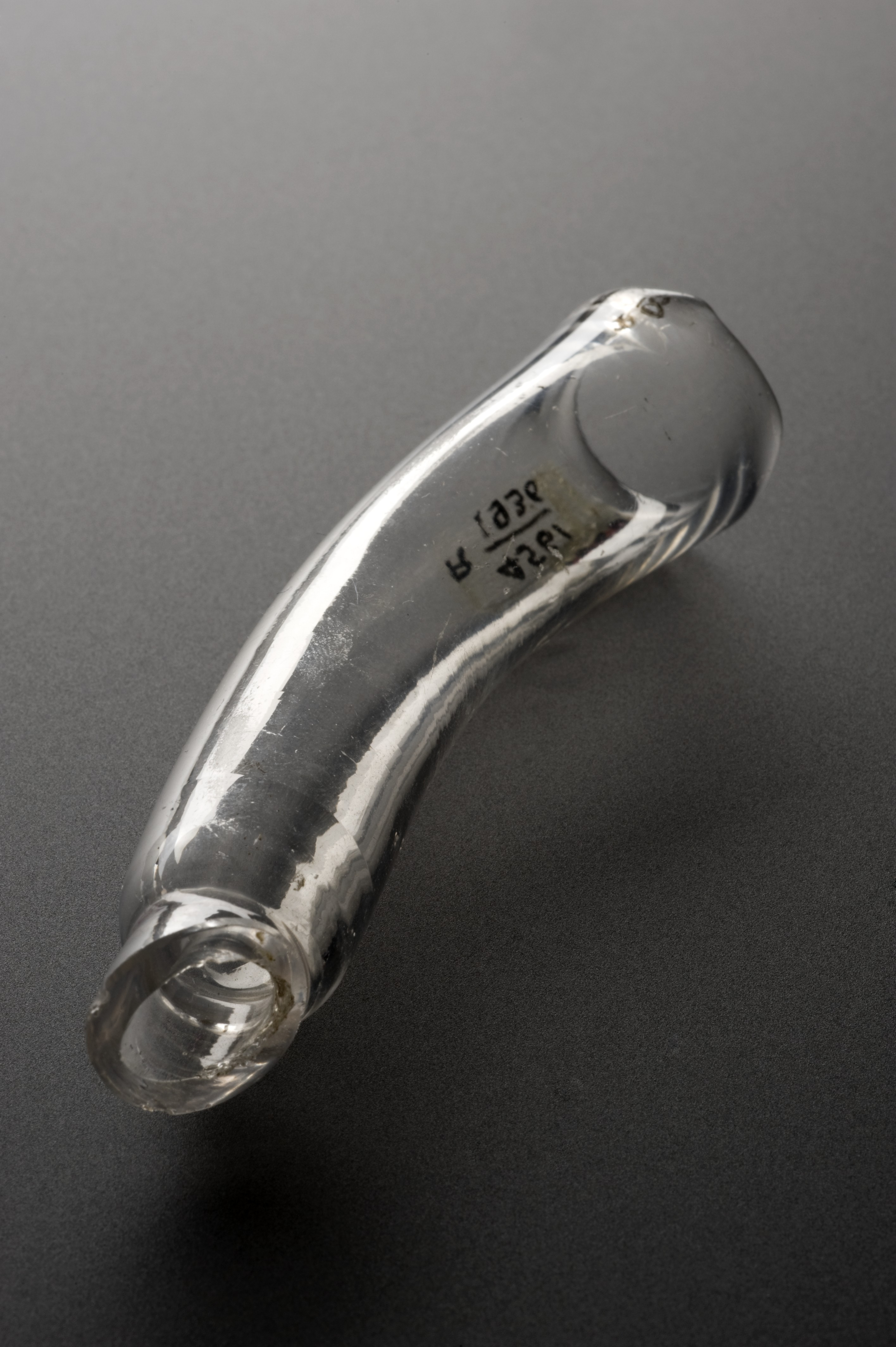
Tube de verre autrefois utilisé pour forcer la sangsue à se fixer en un point choisi par le médecin

Trois auteurs d'un traité de chirurgie  de 1836 recommandent pour les appliquer de les saisir « par leur extrémité postérieure, avec les doigts munis d'un morceau de linge de manière que leur tête, qui est toujours leur extrémité la plus mince, soit dirigée vers le lieu où on veut les appliquer. Ce lien doit être très-propre. — Quelques-uns placent les sangsues dans un cylindre de verre , on dans un cylindre fermé par une carte roulée; lorsque la nature des parties le permet, et lorsque les sangsues doivent être appliquées en grand nombre, il est plus convenable de les placer dans un verre [dans une compresse], ou dans une tête de ventouse, que l'on applique renversée sur la partie (...) Lorsque les sangsues ne veulent pas prendre, on humecte la plaie où on veut les appliquer avec de la salive ou de l'eau sucrée, ou bien on rafraîchit la peau avec de l'eau froide ; on peut encore l'égratigner superficiellement, et la barbouiller du sang qui s'écoule (...) Ordinairement on laisse les sangsues appliquées jusqu'à ce qu'elles tombent spontanément. Si on voulait lès faire tomber plus tôt, on n'aurait qu'à les toucher avec un peu de sel (...) Dans l'application des sangsues à la bouche il faut bien prendre garde qu'elles ne soient avalées, ou qu'elles ne s'attachent au pharynx. Dans ce cas on ferait boire un verre d'eau salée, puis on donnerait un vomitif ; lorsqu'on applique les sangsues dans le voisinage du rectum, l'anus doit être fermé par un bourdonnet de charpie (...) A la chute des sangsues, l'écoulement de sang est ordinairement entretenu , pendant quelques heures, à l'aide d'une éponge trempée dans l'eau chaude ; mais, si on veut l'arrêter, on lave la partie avec de l'eau froide, et on la recouvre d'agaric. Quelquefois, surtout chez les enfants, l’hémorragie consécutive est très-abondante, et pourrait facilement devenir mortelle si on ne s'en apercevait pas. Les moyens proposés, dans ces cas, pour arrêter l’hémorragie consistent à appliquer des poudres styptiques; à introduire dans la plaie deux ou trois brins de charpie; à saisir, avec une pince on avec les doigts, la peau qui fournit du sang, et à la tordre; à cautériser la partie saignante avec une aiguille à tricoter ou un stylet rougi an feu; à piquer dans la peau , et tout près de ses bords, une aiguille, et à passer une ligature au-dessous de ses extrémités. De cette manière le canal de la plaie est compris dans la ligature... ». Selon ces auteurs « il vaut mieux recueillir les sangsues au printemps parce qu'elles sont plus affamées, attendu qu'il leur est plus difficile de se procurer de la nourriture pendant l'hiver. L'eau de pluie les conserve beaucoup mieux que l'eau de rivière ou l'eau distillée. Le vase dans lequel on les met ne doit pas être transparent; on doit éviter de le placer dans un endroit exposé au soleil ; il vaut mieux leur choisir un lieu plutôt froid que chaud. Le renouvellement fréquent de l'eau qui les conserve leur est très-nuisible ».
Au XIXe siècle, François Broussais (1772-1838) auteur de la « Théorie des sangsues »  affirme également qu'elles sont plus efficaces que les saignées.
De 1815 à 1855, l’engouement des médecins et du public pour les sangsues est tel qu’il déclenche une surexploitation de la ressource qui se traduit par une forte hausse des prix (une centaine de sangsues valaient 60 cents au début du XIXe et 200 francs seulement vingt ans plus tard).

On les utilise sur tout le corps hormis le centre du visage, les seins et la verge, Broussais recommande d’utiliser jusqu’à une centaine de sangsues adultes par séance.
Parmi les promoteurs de la sangsue figure le Dr Élie Ebrard, auteur d'un Mémoire sur les Sangsues (ayant reçu une médaille de 500 francs de la Société d'encouragement de Paris en 1860) et auteur d'une monographie de 1857 où il précise (après avoir visité plusieurs élevages dans l'Ain) ce qu'il a appris des mœurs des sangsues, sur leurs modes de nutrition et de reproduction (formation des œufs ou cocons), sur leur croissance, leurs ennemis, leurs maladies en les observant et par le moyen de l'expérimentation, afin d'en notamment faciliter l'élevage en France . Face à la raréfaction des sangsues, il préconise d'encore développer leur élevage, et de les utiliser plusieurs fois.
Dès la fin du XIXe siècle, les hygiénistes combattent ce traitement. En 1938, elles ne sont plus citées par le Codex français et quittent alors les officines de pharmacie françaises (de même pour les pays riverains). Elles sont cependant encore parfois utilisées par certains médecins. Encore recommandées par un article médical de 1949 « pour les congestions viscérales, les péricardites, les myélites, l’œdème laryngé, l’angine de poitrine, l’hémiplégie, les autres états congestifs et inflammatoires (céphalées, vertiges, otites, entorses et luxations, les contusions) », elles disparaissent ensuite rapidement de la panoplie des moyens thérapeutiques européens, même si encore citées par le Dictionnaire Vidal de 1960 (avec une page complète d'indications thérapeutiques des sangsues médicinales commercialisées par les établissements R.D.B situés à Audenge en Gironde). Il faut attendre 1972 pour que la sécurité sociale arrête officiellement de rembourser leur usage.
Pourtant, au même moment, elles sont remises à l'honneur en France, en chirurgie plastique et réparatrice par le Pr Jacques Baudet (né le 11 janvier 1938). C'est le seul moyen de sauver un greffon cutané en train de mourir à cause d'une stase veineuse (On peut les utiliser pour drainer des zones où le retour veineux s'effectue mal, du fait de leur "appétit" pour le sang désaturé en oxygène). Pour répondre à ces besoins, en France, il n'existe qu'un unique établissement d'élevage (RICARIMPEX), qui poursuit l'hirudiniculture (en Gironde).
Au XXIe siècle, des études laissent penser qu'elles pourraient soulager l'arthrite et d'autres maladies. La Food and Drug Administration des États-Unis (FDA) a réautorisé la vente et l'utilisation des sangsues aux États-Unis, mais en limitant leur utilisation à la microchirurgie et aux chirurgies plastiques. Elles sont encore utilisées par la médecine contemporaine pour certains traitements post-chirurgicaux,.
Exemple de dessins et caricatures concernant la pratique de l'hirudothérapie (parfois dénoncée comme excessive) aux XVIIe – XIXe siècles

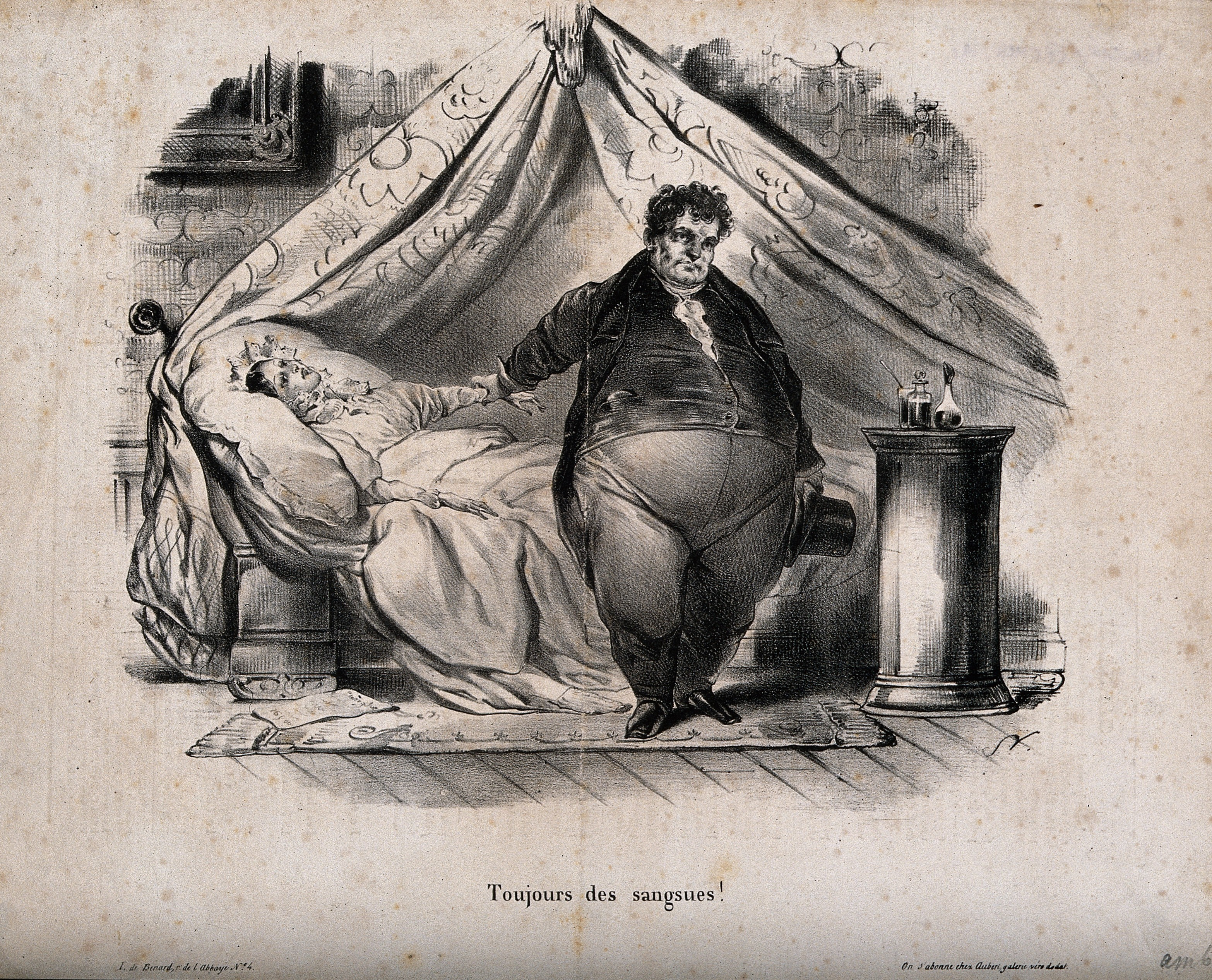
Dessin (caricature) d'un médecin obèse prescrivant une hirudothérapie à une jeunefemme alitée
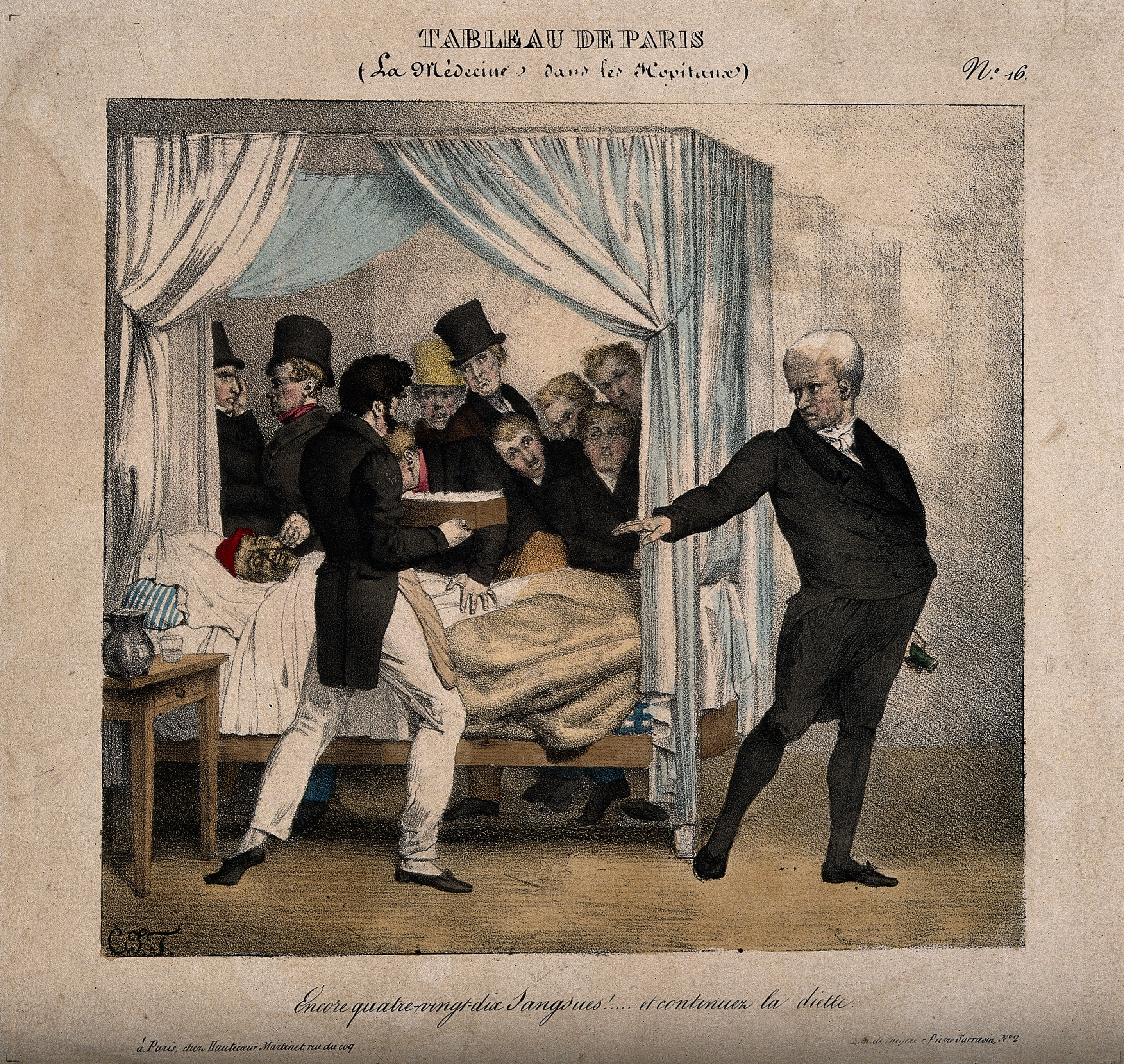
Médecin prescrivant encore 90 sangsues à un malade épuisé
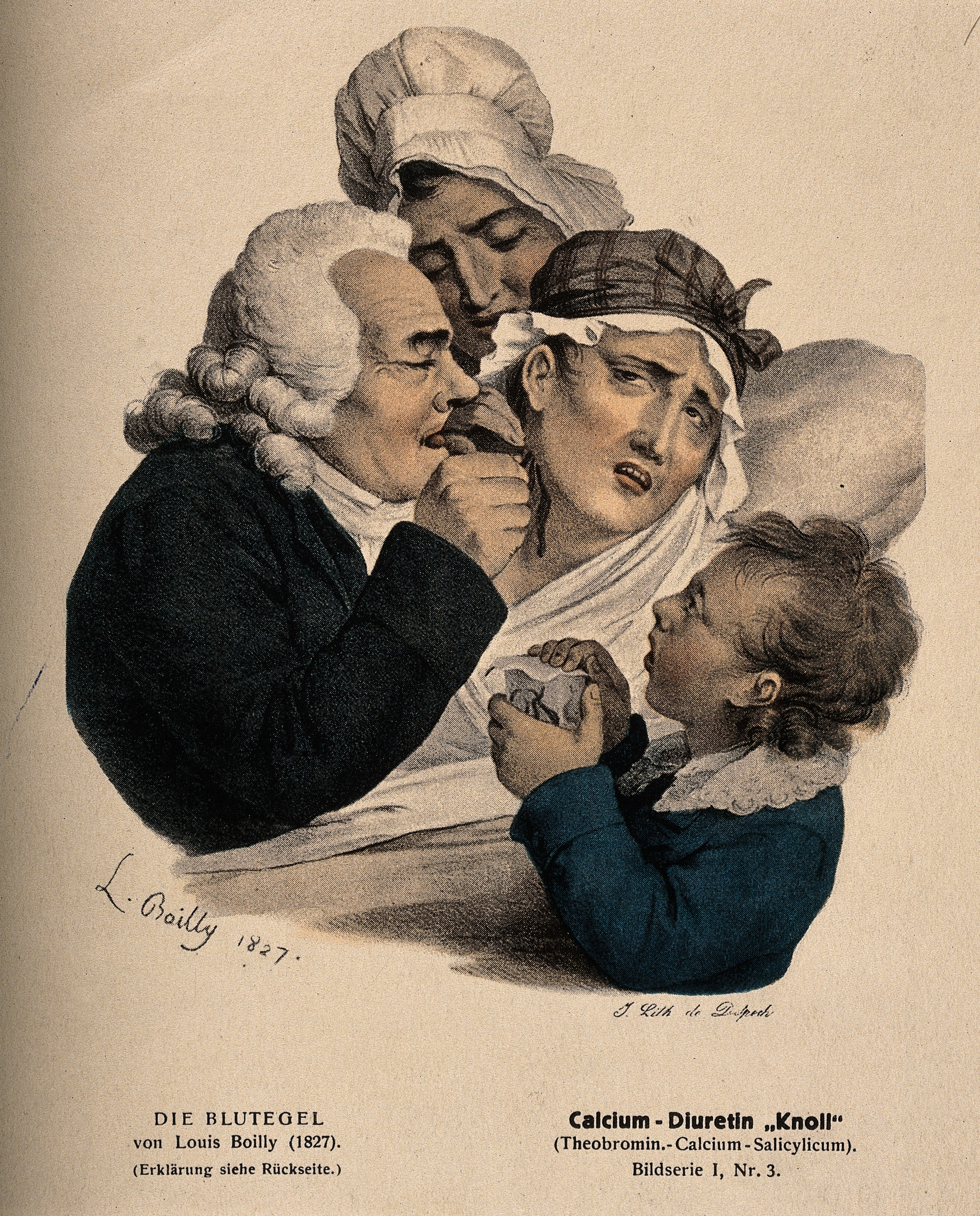
Médecin administrant des sangsues à une patiente

## Espèces utilisées
Au moins quatre espèces (et leurs variants et/ou sous-espèces, selon les auteurs et époques) ont été privilégiées en Europe pour leur facilité de conservation et pour leur relative docilité (elles survivent un an avec un seul repas de sang et ne s'attaquent pas entre elles) :
1. Hirudo medicinalis (= Hirudo officinalis Savigny 1822), ou « sangsue médicinale européenne »[18] ;
2. Hirudo verbana Carena, 1820 ou  « sangsue médicinale méditerranéenne »[18], souvent élevée à la place de Hirudo officinalis[19] ;
3. Hirudo orientalis ou « sangsue médicinale caucasienne » (en réalité transcaucasienne)[18] considérée depuis 2005 comme une espèce à part entière et antérieurement considérée comme une variante orientale d’Hirudo medicinalis[20] et parfois aussi dénommée sangsue de Perse ou sangsue géorgienne (selon un spécialiste russe des sangsues E.I Lukin en 1976[21]) ;
4. Hirudo troctina Johnson, 1816 ou « sangsue médicinale nord-africaine »[18] autrefois dénommée « dragons » ou « sangues-dragons »[22] par les marchands de sangsues médicinales.

Ces quatre espèces forment un complexe taxonomique (elles peuvent s'hybrider en laboratoire si deux individus matures d'espèces proches sont artificiellement réunis, ce que des naturalistes avaient déjà expérimenté au XIXe siècle et qui a pu perturber les taxonomistes, mais ces accouplements donnent souvent issue à une génération à faible taux de survie, et on n'a toujours aucune preuve d'hybridations effectives dans la nature soulignaient en 2009 Petrauskiene et al.. De plus, des analyses phylogénétiques récentes montrent qu'on peut les considérer comme de vraies espèces,,. 
Des analyses génétiques ou biomoléculaires montrent que la plupart des sangsues commercialement distribuées sous le nom de sangsue médicinale européenne (Hirudo medicinalis) n'en sont en réalité pas
Au Mexique c'est une espèce appartenant à un autre genre (Hirudinaria manillensis ou sangsue de Manille) qui est utilisée comme sangsue médicinale et en Amérique du Nord c'est encore une autre espèce : Macrobdella decora. Et en Asie (aussi trouvée dans les Caraïbes) Hirudinaria mallinensis Lesson 1878 présente aussi un intérêt économique et médicinal.

## Principes d'utilisation
Une sangsue adulte qui a jeûné au moins 4 mois (elles peuvent survivre plus de 2 ans après un seul repas) mord très bien ; elle peut alors absorber jusqu’à 10 fois son propre poids de sang en un seul repas, 5-15 ml de sang. 

En 20 à 60 minutes, elle se gave de sang et se détache d'elle-même après avoir absorbé 10 à 15 ml de sang. 

Il s'ensuit un saignement de 4 à 12 heures après le traitement. Cet effet de saignée est recherché pour diminuer la stase. 
Mais ce sont surtout les différentes substances contenues dans la salive de la sangsue qui sont efficaces. On a détecté près de 60 protéines salivaires différentes chez les sangsues, ; les plus importantes sont :
- l'hirudine (anticoagulant, principal responsable de la fluidification du sang) ;
- l'apyrase, la collagénase et la caline (inhibiteurs de l’agrégation plaquettaire) ;
- la destabilase (qui dissous les caillots sanguins) ;
- l'hyaluronidase (inhibiteur du facteur Xa) ;
- les fibrinases I et II (anticoagulants) ;
- l'égline qui est un anti-inflammatoire puissant.

Les sangsues ont autrefois parfois été réutilisées plusieurs fois (notamment quand elles étaient devenues rares et chères), mais on considère aujourd'hui qu'elles doivent être impérativement tuées après le traitement pour éviter la transmission éventuelle d'une maladie infectieuse contagieuse.

Des infections induites par des hirudothérapies sont documentées (2,4 à 20 % des cas selon les études et le type de thérapie) ;  un antibiotique adapté (ex : quinolone) est actuellement recommandé afin de limiter le risque d'infection par Aeromonas hydrophila, notamment en cas de greffe de peau, de doigts, oreille, etc.

### Précautions sanitaires
Comme tous les animaux dotés d'un tube digestif, les sangsues vivent avec une communauté bactérienne endosymbiotique, qui lui permet notamment de digérer ses repas.

Des études ont porté sur les interactions entre sangsues et micro-organismes symbiotes, dont par des moyens biomoléculaires. 
Les sangsues médicinales sont encore dans certains pays directement prélevées dans la nature ou un milieu semi-naturel, comme cela a été le cas en Europe durant des siècles, mais doivent dans la mesure du possible être elles-mêmes propres et indemnes de microbes ou parasites pathogènes pour le patient qui les reçoit. 
Des études ont donc porté sur les moyens de les désinfecter (dans la mesure du possible) et on a montré en 2004 qu'on pouvait désinfecter des sangsues avec une solution chlorée sans affecter leur comportement, à condition de ne pas dépasser une certaine dose de chlore. 
Les sangsues sont de nos jours généralement appliquées avec un traitement antibiotique de précaution.

La flore bactérienne naturelle (orale et intestinale notamment) des sangsues médicinales a fait l'objet de quelques études (antibiogrammes qui ont en effet  montré que Aeromonas hydrophila est commune dans les fluides que l'animal peut accidentellement injecter au patient (bactérie la plus communes dans la sangsue) et souvent antibiorésistant aux premières générations de céphalosporines (souvent utilisées en Chirurgie), ces bactéries résistent souvent à l'ampicilline et à la céphalothine/cephaléxine). D'autres bactéries identifiées sont Ochrobacter anthropi et plus rarement Acinetobacter lwoffi et/ou A. sobria. Aeromonas veronii et des bactéries du groupe des Rikenella , ont aussi été identifiés dans le microbiote du tube digestif de la sangsue.

Une étude au microscope électronique a mis en évidence jusqu'à 11 espèces différentes de bactéries dans le sang de sangsues provenant de pharmacies, et une étude de sangsues provenant du Cameroun a montré une trace sérologique de contact passé avec les virus HIV et de l'hépatite B. Cette même étude a confirmé ce que pensaient déjà certains observateurs naturalistes du XIXe siècle ; à basse température notamment mais jusqu'à plus de 20 °C, la sangsue est capable de conserver vivant longtemps les globules rouges et globules blancs du sang qu'elle a avalé et concentré (jusqu'à 6 mois à l'intérieur de sangsues stockées à 3 °C), mais avec un effet identique pour les pathogènes éventuellement présents dans ce sang :  Des virus de bacteria et des bactéries ont persisté en grand nombre durant 6 mois dans des intestins de sangsues expérimentalement infectés. Des parasites protozoaires tels que Toxoplasma gondii ou Trypanosoma brucei brucei, ou Plasmodium berghei se sont même montrés capables de se reproduire dans le matériel sanguin stocké à l'intérieur de l'intestin de la sangsue, y compris pour les Plasmodium à 3 °C ou 20 °C, jusqu'à ce qu'ils aient épuisé tous les érythrocytes. Ces parasites ont survécu aussi longtemps qu'ont survécu les globules rouges et lymphocytes (5 à 6 semaines, et plus à basse température). Des études faites au microscope électronique n'ont pas donné de preuve de pénétration de ces agents pathogènes dans les glandes salivaires de la sangsue, mais une transmission au patient serait possible si des sangsues sont accidentellement pressées alors qu'elles sont fixées sur la peau ou si on leur applique une solution de sel sur le dos pour les détacher.
Un risque d'anémie existe en cas d'usage répété de sangsues, chez l'enfant notamment, à prendre en compte par le médecin.

## Indications et contre-indications de l'hirudothérapie

### Indications
- Congestions veineuses en chirurgie réparatrice et reconstructive ;
- congestion veineuse dans les varices ;
- hémorroïdes ;
- hypertension ;
- apoplexie ;
- angine de poitrine - infarctus ;
- arthroses en particulier du genou[3] et du pouce ;
- douleurs du dos ;
- Entorses ;
- tendinites ;
- hématomes ;
- période (règles) absente ou douloureuse ;
- furoncles ;
- abcès ;
- panaris ;
- ostéoarthrite[40],[41].

### Contre-indications
- Troubles de la coagulation sanguine (déficit de coagulation induit par un médicament, ou hémophilie) ;
- anémie grave ;
- immunosuppression.

## Recherche et développement
Dans les organes de diverses espèces ou genre de sangsues dites médicinales, les biochimistes ont découvert ou isolé au moins 115 composés bioactifs. Pour la plupart, il s'agit d'anticoagulants probables. On y a notamment trouvé l'hirustasine, des antistasines et d'autres inhibiteurs de protéases,. Tuszinsky et al. en 1987 ont montré que les antistasins (comme d'autres inhibiteurs du facteur de coagulation Xa) ont des propriétés anti-métastatiques. 
Cependant, les quantités d'hirudine sécrétées par les sangsues ne permettent pas de valoriser cette molécule comme médicament. Il est question de synthétiser l'Hirudine (et des substances proches) par des techniques de génie génétique (ADN recombinant). Un matériel dit sangsue mécanique ("mechanical leeches") a été mis au point au début des années 2000 pour délivrer de l'héparine à dose contrôlée, mais il n'était pas encore commercialisé en 2007,,.
Les séquences d'acides aminés de ces peptides courts diffèrent nettement au sein d'une espèce de celles trouvées chez des espèces étroitement apparentées et même parmi les paralogues de cette famille de sérine-protéase des différences sont observées au sein d'une même espèce.

## Autres principes thérapeutiques basés sur le parasitisme
Les thérapies utilisant ces sangsues utilisent des parasites naturels des mammifères, et sont à ce titre proches des Thérapies helminthiques, c'est-à-dire utilisant des helminthes  

## Effets de l'hirudothérapie sur l’environnement

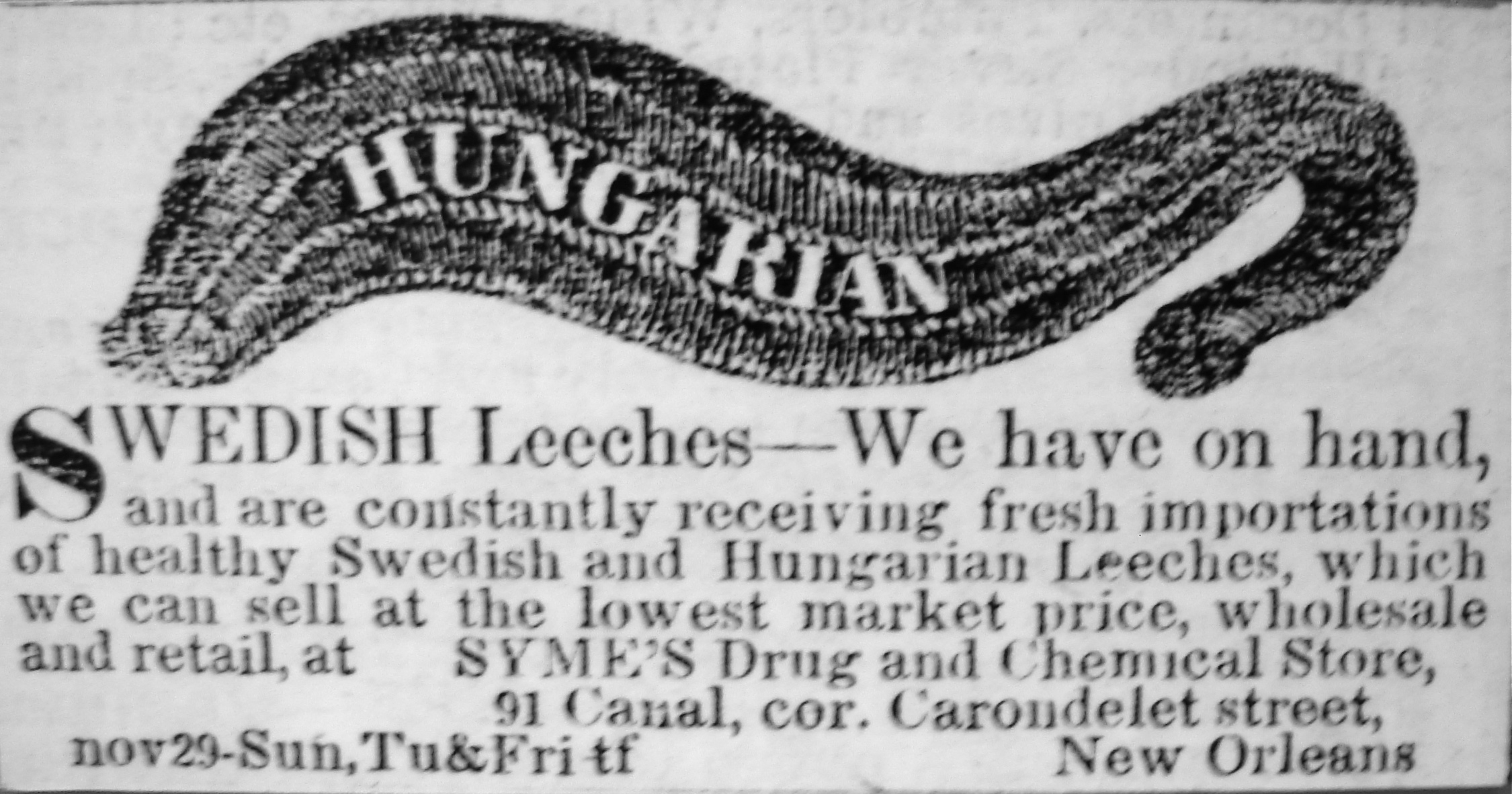
Publicité ancienne où un marchand de la Nouvelle-Orléans vante les mérites des sangsues suédoises et de Hongrie qu'il importe et vend en Amérique du Nord comme sangsue médicinale. Une fois utilisées, les sangsues étaient souvent rejetées dans l'environnement

Du XVIIe au début du XXe siècle, les médecins de campagnes et les hôpitaux urbains civils et militaires achetaient des sangsues en grande quantité (jusqu'à plusieurs dizaines de millions par an). 
Il reste plusieurs séquelles environnementales induites par ce phénomène :
- Quatre espèces de sangsues, dites « médicinales » étaient particulièrement recherchées : Hirudo medicinalis (peut-être originellement la seule présente en France), Hirudo verbana, dite sangsue méditerranéenne, Hirudo orientalis dites caucasienne, et Hirudo troctina ou sangsue médicinale nord-africaine[50]. 
Les collecteurs et marchands de sangsues ont ainsi décimé les populations naturelles de plusieurs pays européens, populations également diminuées par le drainage des zones humides, le recul des équins comme animaux de traits au profit du tracteur, l’arrivée des abreuvoirs artificiels et le recul de l’élevage en plein air au profit de l’élevage hors-sol. 
Cette régression a récemment conduit l’IUCN à classer l’espèce médicinale en « presque menacée » ; et un statut d’espèce protégée a été accordé à la sangsue médicinale européenne, dans toute son aire naturelle de répartition, statut ambigu car plusieurs espèces sont en réalité utilisées comme sangsues médicinales et aucune étude n'a porté sur le degré précis de menace de ces espèces dans leur milieu.
- Le commerce international des sangsues a été responsable d'introductions d'espèces hors de leur aire de répartition. Roy Sawyer explique[51] par exemple que les bateaux de la marine anglaise transportant de la main d'œuvre de l'Inde vers les Antilles emportait à leur bord des bocaux de sangsues indiennes vivantes afin de pouvoir soigner les marins ou passagers. Ces sangsues étaient relâchées dans l'environnement antillais une fois l'équipage arrivé à bon port. 
Des français ont aussi tenté d'introduire des sangsues du Sénégal pour les élever aux Antilles où on trouve encore aujourd'hui les traces de ces introductions volontaires[52],[51].

## Économie

### Impact  historique
En 1832, les apothicaires et hôpitaux de France et d’Angleterre achètent massivement en Espagne, Russie, Grèce, Turquie, Hongrie des millions de sangsues, pendant que la Sologne est partout prospectée et que des éleveurs s'installent en Brière. Des artisans tonneliers fabriquent pour cela des barils percés de trous sur le dessus et de nouveaux objets sont détournés ou fabriqués par les artisans verriers, potiers et tourneurs d’étain . 
Selon le Dictionnaire encyclopédique des sciences médicales une nouvelle profession nait pour les femmes garde-malades qui emportent à domicile les sangsues pour les appliquer sur les malades, sur indication du médecin.
Les potiers d'étain anglais habitués à produire du matériel médical se mettent à fabriquer des boîtes rectangulaires au couvercle percé de trous  dites « leech carriers » pour conserver et transporter les animaux. En France les garde-malades détournent de leur usage culinaire des boules à riz en faïence ou étain dont le couvercle (souvent muni d’un anneau) se visse et où l’on conserve facilement quelques sangsues des mois entiers. Cet usage est notamment attesté par l’inscription sangsues qui est parfois apposée sur ces boules,.

### Impact contemporain
Le commerce des sangsues est moins actif qu'au XIXe siècle mais existe toujours. Il existe encore quelques grands élevages de sangsues, dont en Russie et en Europe du nord.
Prat a estimé (publication 2013) que vers 2010, environ 110 000 sangsues sont produites par an en France (de l'espèce Hirudo verbana) ; au début du XXIe siècle, de 10 000 à 20 000 de ces invertébrés sont encore achetés par des hôpitaux français, 80 000 par des hôpitaux américains, le reste étant vendu directement à des médecins, naturopathes, kinésithérapeutes et particuliers.

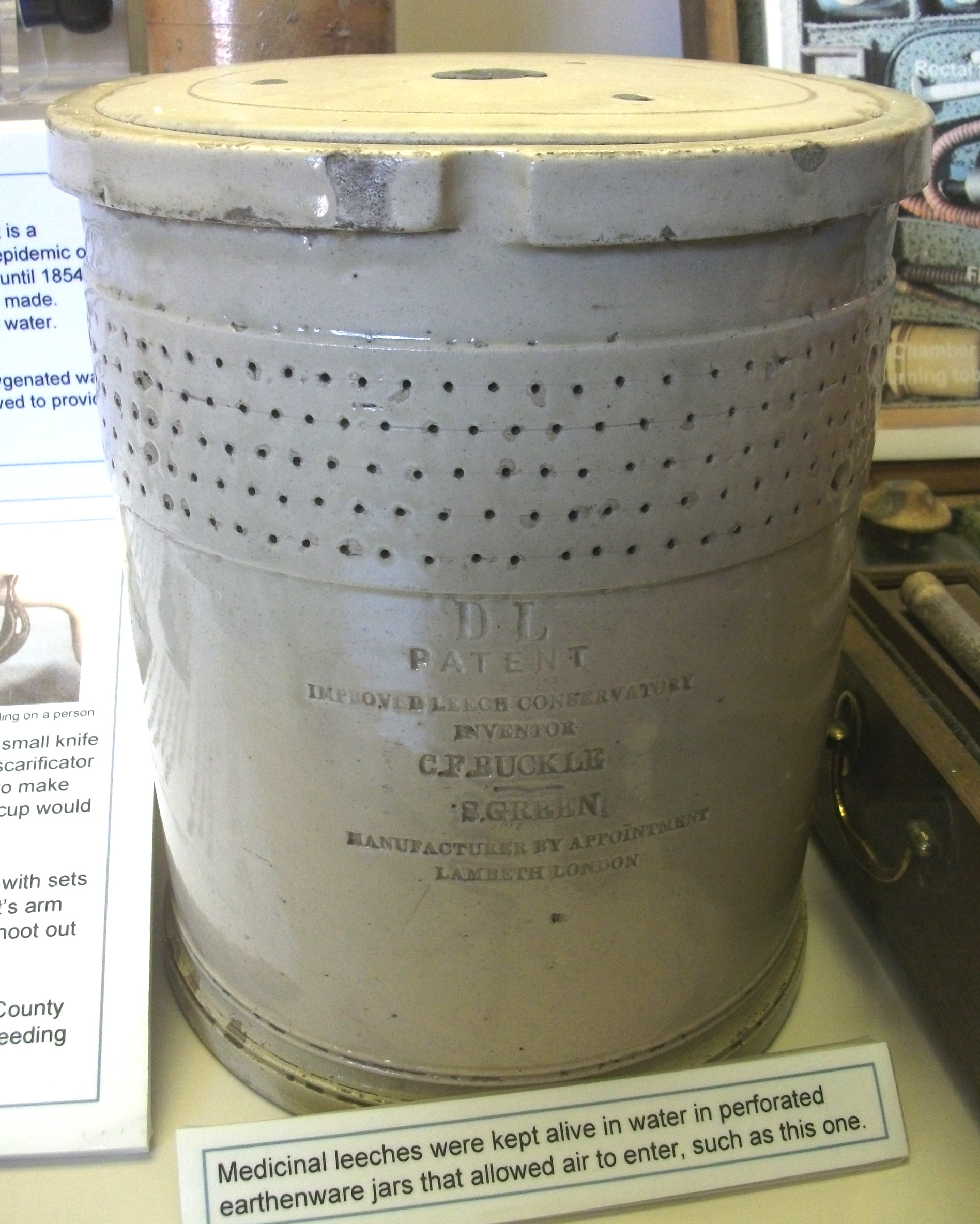
Jarre destinée à maintenir en vie un stock de sangsues médicinales
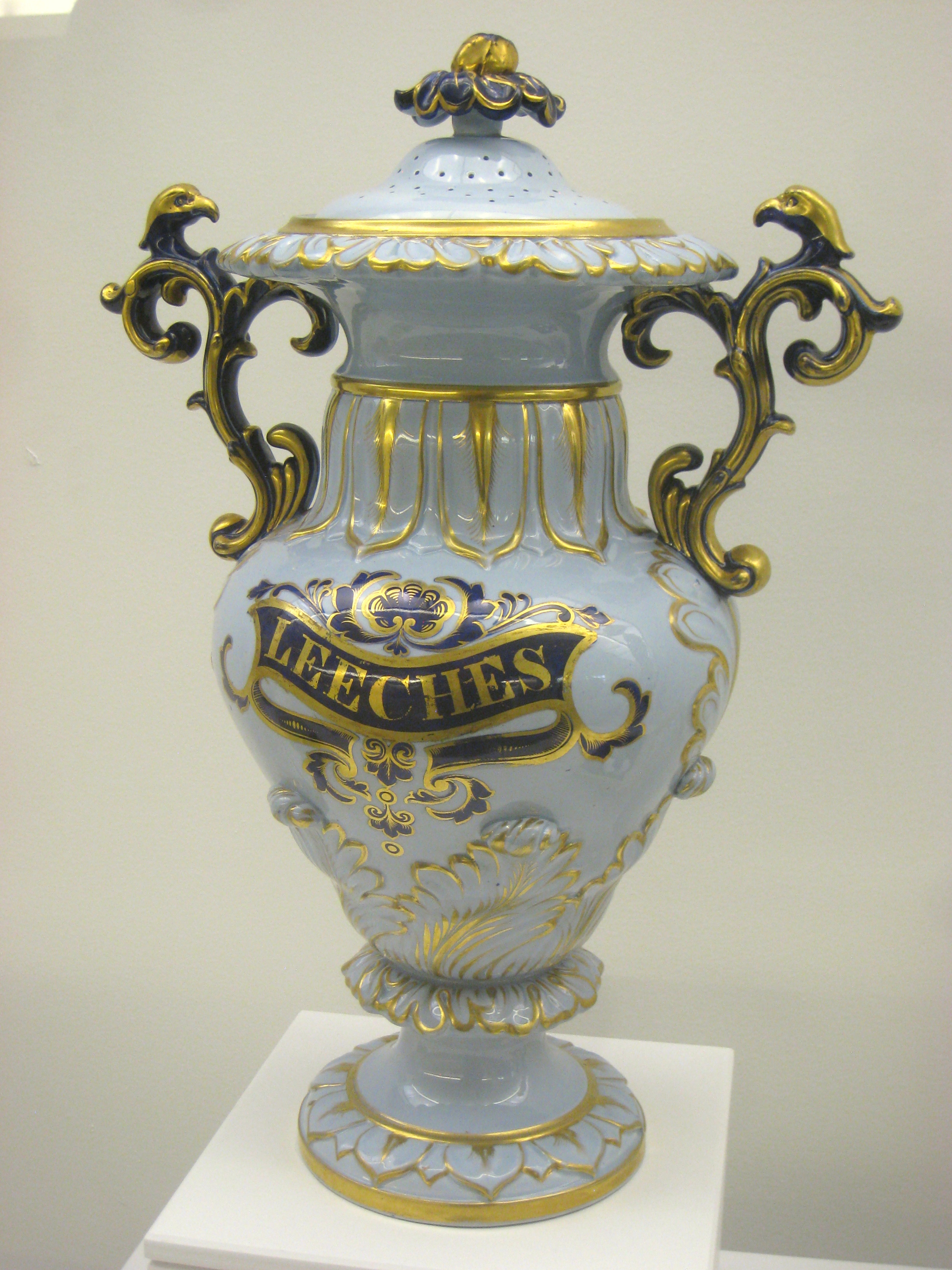
Vase à sangsue (1800-1850), Museum of American History, Washington DC, USA.
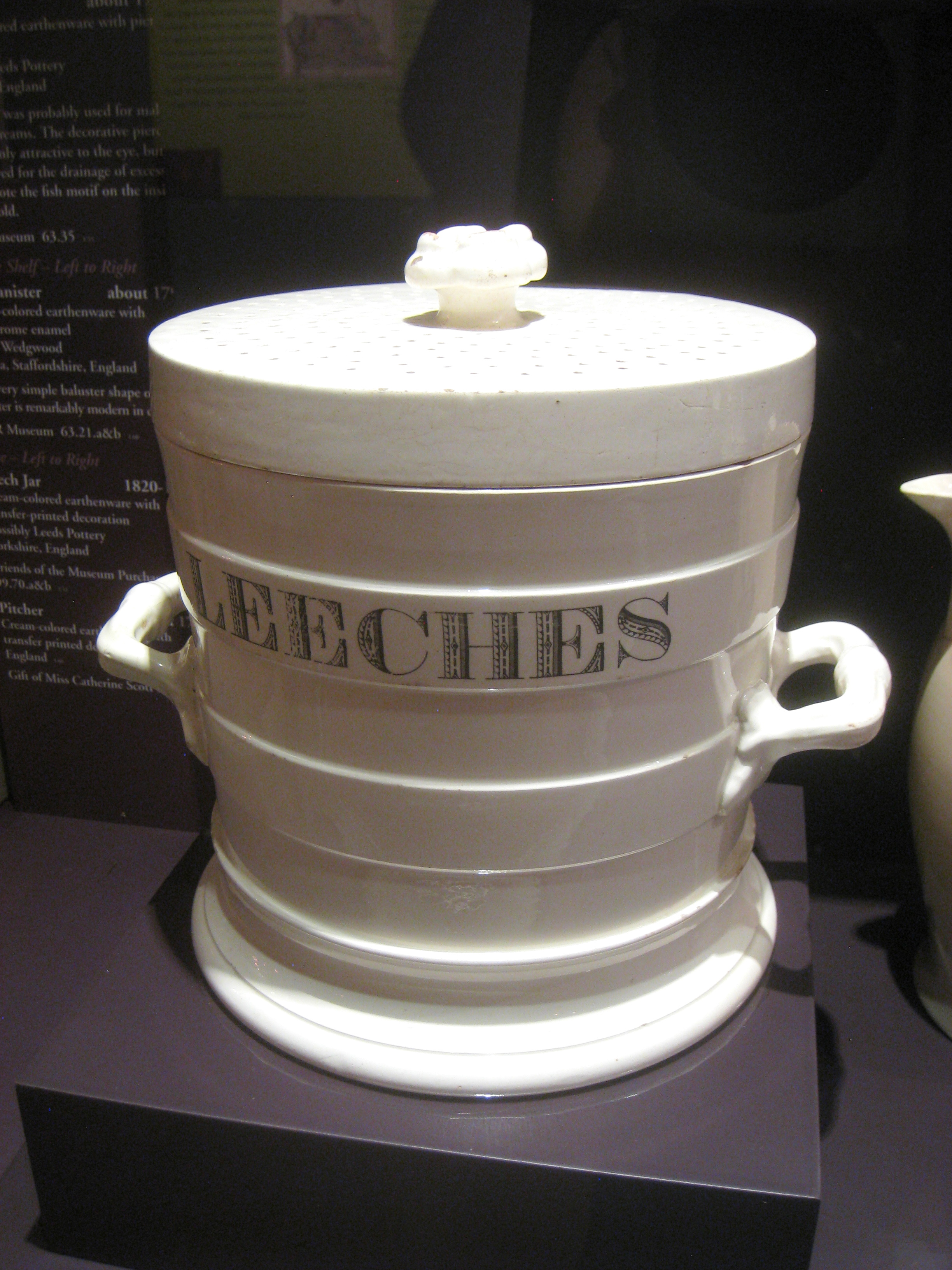
Pot à sangsues portant l'inscription Leeches
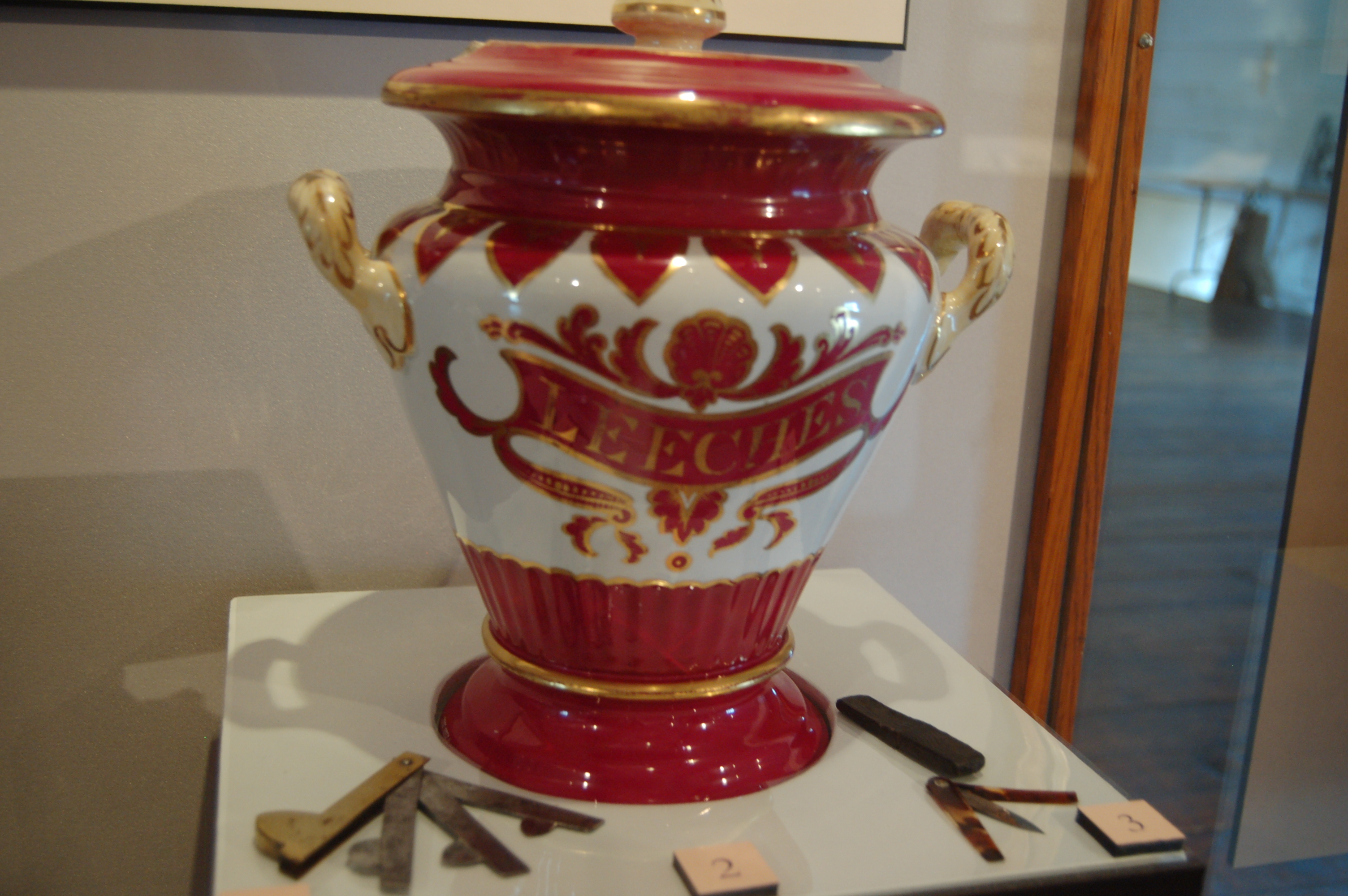
Vase à sangsues (début du XIXe siècle ; Fort York Museum à Toronto)
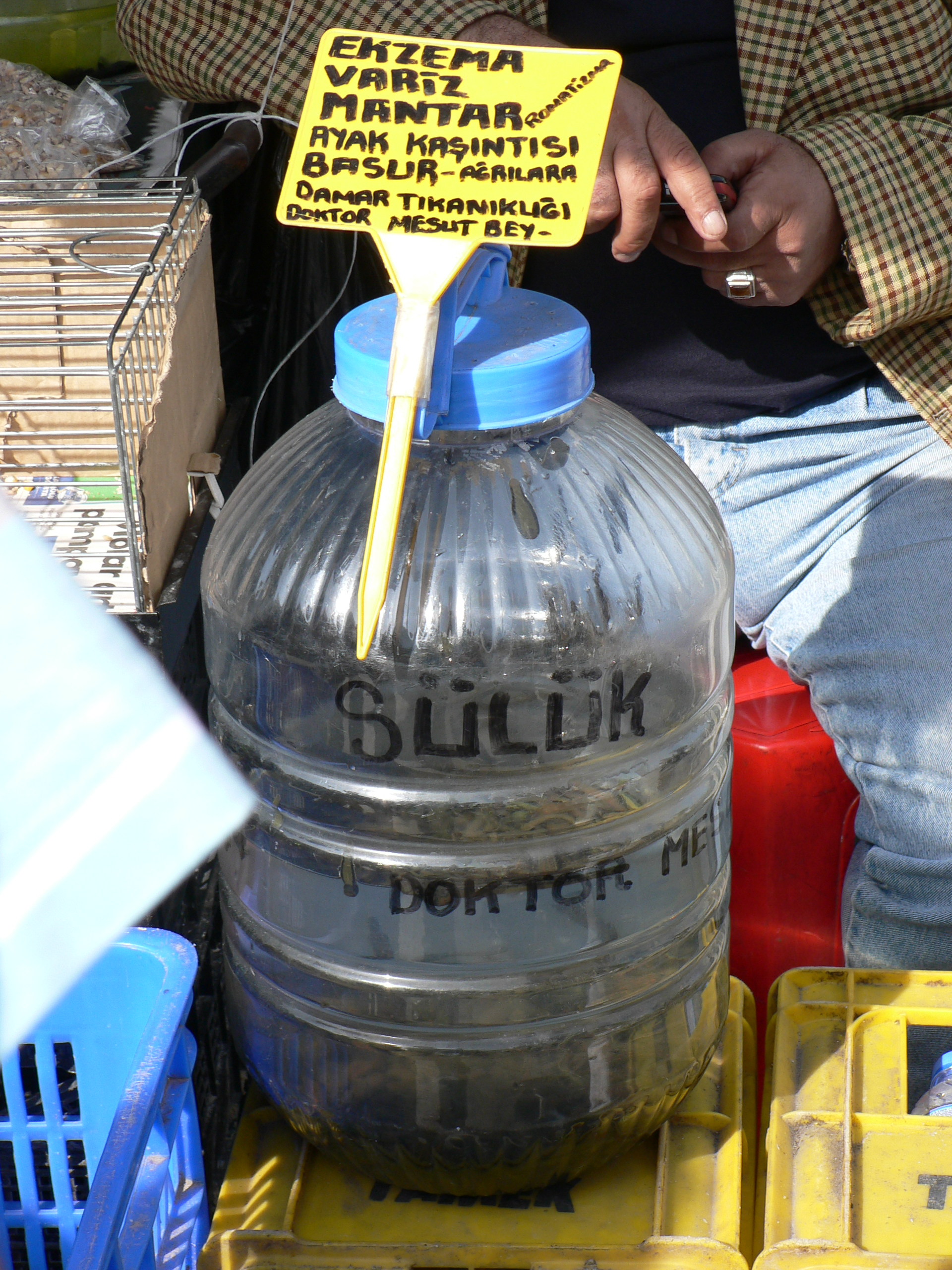
Bidon de plastique, sur un marché aux animaux d'Istanbul